# Noreena Hertz
Noreena Hertz (ur. 24 września 1967) – angielska ekonomistka i autorka, profesor na prestiżowym University College London. W 2001 roku magazyn „The Observer” okrzyknął ją jedną z najważniejszych myślicielek w historii, a „Vogue” określił mianem jednej z najbardziej inspirujących kobiet na świecie. Magazyn „Fast Company” w następujący sposób podsumował jej osiągnięcia: „Przez ponad dwie dekady jej prognozy gospodarcze były zawsze dokładne i na czołowej pozycji”.
Swoimi publikacjami zainspirowała Bono, jednego z fundatorów innowacyjnego projektu (PRODUCT)RED, którego celem była zbiórka pieniędzy dla chorych na AIDS w Afryce. Jako uczestniczka kampanii Live8 działa na rzecz anulowania zadłużenia najbiedniejszych krajów świata. Podczas koncertu Live8 w Edynburgu była jedną z głównych mówczyń.

## Młodość i edukacja
Urodziła się 24 września 1967 roku w Londynie. Jej pradziadkiem był główny rabin Wielkiej Brytanii Joseph H. Hertz, a matką projektantka mody i feministka, Leah Hertz. Naukę rozpoczęła w wieku 3 lat. Jako 18-latka posiadała już dyplom z zakresu filozofii i ekonomii University College London. Następnie rozpoczęła studia MBA w Wharton School w Filadelfii. Jej pierwszym zawodowym marzeniem było przebić się do przemysłu filmowego i rozpocząć karierę producenta. Po krótkim epizodzie w agencji talentów w Los Angeles, zdecydowała się jednak objąć stanowisko konsultanta w Międzynarodowej Korporacji Finansowej w Sankt Petersburgu w Rosji (IFC). Rozczarowana podejściem Banku Światowego do postsowieckich reform, zrezygnowała ze stanowiska i rozpoczęła pracę w Europejskim Banku Odbudowy i Rozwoju. Niedługo potem wróciła do Wielkiej Brytanii, by doktoryzować się z ekonomii i biznesu w King’s College w Cambridge.

## Działalność
W 2007 roku Hertz rozpoczęła realizację kampanii „Mayday for Nurses”, której celem było uporanie się z problemem niskich płac pielęgniarek. Podczas corocznej konferencji w Royal College of Nursing Noreena Hertz obiecała, że dołoży wszelkich starań, aby każdy piłkarz z Premier League pod koniec sezonu przekazał kwotę w wysokości swojej dniówki na fundusz dla pielęgniarek (łączna suma wyniosła 1,5 mln funtów). Kanał 4 telewizji brytyjskiej zrealizował film dokumentalny z kampanii, którego transmisja odbyła się w 2007 roku.
Kampania wywołała duże kontrowersje. Niektórzy uznali ją za „intelektualną porażkę” oraz „misternie zawoalowany szantaż”. Ówczesny menadżer Middlesbrough F.C. wycofał swoją dotację po opublikowaniu przez Noreenę Hertz listy piłkarzy, którzy wsparli fundusz, zarzucając jej, że dała w ten sposób znać, kto tego nie uczynił.
W roku 2009 Noreena Hertz została mianowana profesorem globalizacji, zrównoważonego rozwoju oraz finansów Szkoły Menedżerskiej i Uniwersytetu Erazma w Rotterdamie oraz Szkoły Finansów Duisenberga w Amsterdamie.
Pracuje jako doradca największych międzynarodowych korporacji, dyrektorów generalnych, przedstawicieli organizacji pozarządowych, polityków, a także startupów. Zasiada ponadto w zarządach wielu spółek korporacyjnych oraz organizacji charytatywnych. Jest również członkiem Inclusive Capitalism Task Force, któremu przewodniczy Dominic Barton, Dyrektor Zarządzający McKinsey&Company. Jest również doradcą w Centrum Analizy Social Media oraz powiernikiem Instytutu Badań Polityki Publicznej. W maju 2014 roku dołączyła także do zarządu Warner Music Group.
Noreena Hertz jest autorką trzech książek, które zostały przetłumaczone na 22 języki. Jej publikacja Eyes Wide Open: How to Make Smart Decisions in a Confusing World, w 2014 roku ukazała się na polskim rynku pod tytułem Oczy szeroko otwarte nakładem Wydawnictwa MUZA SA.

## Życie prywatne
Prywatnie jest żoną Danny'ego Cohena, Dyrektora BBC. Pobrali się w 2012 roku w synagodze Bevis Marks w londyńskim City. Młodej parze towarzyszyły takie gwiazdy, jak Rachel Weisz, Nigella Lawson oraz Charles Saatchi.